# Tel Szewa
Tel Szewa (hebr. תל שבע; arab. تل السبع, Tal as-Sabi; w oficjalnej pisowni w ang. Tel Sheva) – samorząd lokalny położony w Dystrykcie Południowym, w Izraelu. Leży w północnej części pustyni Negew, w pobliżu Beer Szewy.

## Historia
Osada powstała w 1968 w ramach rządowego projektu rozwoju społeczności beduińskich na Negewie.

## Demografia
Zgodnie z danymi Izraelskiego Centrum Danych Statystycznych w 2006 roku w mieście żyło 13,6 tys. mieszkańców, wszyscy Beduini.
Populacja miasta pod względem wieku:
| Wiek (w latach) | Procent populacji w % |
| --------------- | --------------------- |
| 0-4             | 21,9%                 |
| 5-9             | 18,8%                 |
| 10-14           | 13,9%                 |
| 15-19           | 11,1%                 |
| 20-29           | 16,5%                 |
| 30-44           | 11,1%                 |
| 45-59           | 4,5%                  |
| ponad 60        | 2,6%                  |

Źródło danych: Central Bureau of Statistics.

## Komunikacja
Na zachód od miasteczka przebiega droga ekspresowa nr 40 (Kefar Sawa-Ketura), która krzyżuje się z drogą ekspresową nr 60.